# سکوت (فیلم ترسناک)
سکوت (انگلیسی: Hush) یک فیلم اسلشر آمریکایی به کارگردانی مایک فلنگن است که در سال ۲۰۱۶ منتشر شد.
این فیلم اولین نمایش جهانی خود را در جنوب از جنوب غربی در ۱۲ مارس ۲۰۱۶ انجام داد، و توسط نتفلیکس در ۸ آوریل ۲۰۱۶ منتشر شد. نقدهای مثبتی از منتقدان دریافت کرد و آنها بازی‌ها و فضا را تحسین کردند. همچنین این فیلم دو بار در هند به نام‌های فصل قتل و خاموشی بازسازی شده‌است.

## داستان
مدی یانگ، نویسنده کتاب‌های ترسناک ناشنوایان، توانایی شنیدن و صحبت کردن خود را پس از ابتلا به مننژیت باکتریایی در ۱۳ سالگی از دست داد. این بیماری باعث از دست دادن دائمی شنوایی و فلج موقت تارهای صوتی شد که پس از جراحی ناموفق دائمی شد. مدی با امید به پیشرفت حرفه نویسندگی خود پس از انتشار رمان Midnight Mass و دریافت تحسین بین‌المللی از منتقدان، شهر نیویورک را ترک می‌کند و با گربه سفیدش در جنگل زندگی می‌کند. دوستش سارا یک روز عصر به ملاقات او می‌رود تا نسخه‌ای از کتابش را برگرداند و آنها در مورد گوشه‌گیری او و تمایل سارا برای یادگیری بیشتر زبان اشاره صحبت می‌کنند. در اواخر همان شب، یک قاتل نقابدار با کمان پولادی به سارا حمله می‌کند و او را تا خانه مدی تعقیب می‌کند. سارا خون آلود با فریاد کمک به در می‌کوبد. او مورد توجه مدی قرار نمی‌گیرد و قاتل ۱۳ ضربه چاقو به سارا می‌زند که منجر به مرگ او می‌شود و قاتل به سرعت متوجه می‌شود که مدی ناشنوا است و تصمیم می‌گیرد تا او را قربانی دیگری بسازد. او به صورت مخفیانه وارد خانه می‌شود و گوشی او را می‌دزدد و سپس با استفاده از آن از او عکس می‌گیرد و برایش می‌فرستد. مدی متوجه می‌شود که او را تعقیب می‌کنند و سعی می‌کند با پلیس تماس بگیرد، اما قاتل برق را قطع کرده و لاستیک های ماشینش را سوراخ می‌کند تا از فرار جلوگیری کند. مدی روی درب شیشه‌ای با رژ لبش می‌نویسد: نخواهم گفت، چیزی ندیدم و ..‌.

## بازخوردها
در وب‌سایت جمع‌آوری نقد راتن تومیتوز، این فیلم بر اساس ۴۰ نقد، با میانگین امتیاز ۷٫۶ از ۱۰، دارای ۹۳ درصد تاییدیه است. اجماع منتقدان سایت می‌گوید: «این فیلم در آب‌های خونین فیلم‌های هیجان‌انگیز تهاجم به خانه و اسلش‌های دقیق برای یک فیلم ترسناک معاصر حرکت می‌کند». در متاکریتیک، فیلم بر اساس نقدهای هفت منتقد، میانگین وزنی ۶۷ از ۱۰۰ را دارد که نشان‌دهنده «بررسی‌های عموماً مطلوب» است.